# Joeddiph
Maria Lvovna Kats (Russisch: Мария Львовна Кац; Moskou, 23 januari 1973), beter bekend als Joeddiph (Russisch: Юдифь), is een Russisch zangeres.

## Biografie
Kats was aan het begin van de jaren negentig leadzangeres van de groep Kvartel, maar ze werd vooral bekend vanwege haar deelname aan het Eurovisiesongfestival 1994, dat gehouden werd in de Ierse hoofdstad Dublin. Met het nummer Vetsjnyj strannik eindigde ze op de negende plek. Ze was de eerste Russische deelnemer in de geschiedenis van het festival.
Na het Songfestival functioneerde Kats als achtergrondzangeres voor zowel Sergej Trofimov als Grigory Leps. Kats was een van de zangcoaches tijdens de televisietalentenjacht Stan zvezdoj, dat in 2002 werd uitgezonden op Rusland-1. Het bleef lange tijd stil rond Kats, totdat zij in 2015 auditie deed voor Golos, de Russische versie van het televisieprogramma The Voice. Ze kwam terecht in het team van Grigory Leps en werd uitgeschakeld tijdens de knock-outs.
1994: Joeddiph · 
1995: Filipp Kirkorov · 
1997: Alla Poegatsjova · 
2000: Alsou · 
2001: Moemi Troll · 
2002: Premjer Ministr · 
2003: t.A.T.u. · 
2004: Joelia Savitsjeva · 
2005: Natalja Podolskaja · 
2006: Dima Bilan · 
2007: Serebro · 
2008: Dima Bilan · 
2009: Anastasija Prychodko · 
2010: Pjotr Nalitsj · 
2011: Aleksej Vorobjov · 
2012: Boeranovskije Baboesjki · 
2013: Dina Garipova · 
2014: The Tolmachevy Twins · 
2015: Polina Gagarina · 
2016: Sergej Lazarev · 
2018: Joelia Samojlova · 
2019: Sergej Lazarev · 
2021: Manizja
- Nationale Bibliotheek van Letland: 000258564
- MusicBrainz: 57fb30c0-112a-4689-9430-e1a33abf428a
- Virtual International Authority File: 5856152502977010800003